# ريمي مولومبا
ريمي مولومبا (بالفرنسية: Rémi Mulumba) (مواليد 2 نوفمبر 1992 في أبفيل) هو لاعب كرة قدم من جمهورية الكونغو الديمقراطية، يلعب لصالح نادي جازيليك أجاكسيو الفرنسي. شارك مع منتخبات فرنسا للناشئين والشباب تحت 15 سنة وتحت 17 سنة وتحت 18 سنة وتحت 19 سنة. وفي أغسطس 2015، قرّر تمثيل منتخب جمهورية الكونغو الديمقراطية على مستوى المنتخبات الأولى، وفي سبتمبر 2015 تلقى أول استدعاء للمنتخب لمباراة منتخب جمهورية أفريقيا الوسطى . يلعب مولومبا في مركز وسط الملعب، وأبيه لاعب كرة قدم سبق هو ألبرت مولومبا الذي لعب هو الآخر لنادي آبفيل الذي بدأ فيه ابنه ريمي مشواره كناشئ. انضم ريمي لاحقًا لنادي أميين عام 2006 ولعب أولى مبارياته معهم يوم 7 مايو 2010 في مباراة في الدوري أمام بايون. ويوم 12 يوليو 2010، انتقل بعقد مدته ثلاث سنوات إلى نادي لوريان.

## روابط خارجية
- ريمي مولومبا على موقع اتحاد تركيا (لاعب) (الإنجليزية)
- ريمي مولومبا على موقع قاعدة بيانات كرة القدم.إي يو (الإنجليزية)
- ريمي مولومبا على موقع ناشيونال فوتبول تيمز (الإنجليزية)
- ريمي مولومبا على موقع Soccerway.com (الإنجليزية)
- ريمي مولومبا على موقع عالم كرة القدم.نت (الإنجليزية)
- ريمي مولومبا على موقع AS.com (الإسبانية)

- صفحة اللاعب على موقع نادي لوريان نسخة محفوظة 20 مايو 2018 على موقع واي باك مشين.